# La Mata de los Olmos

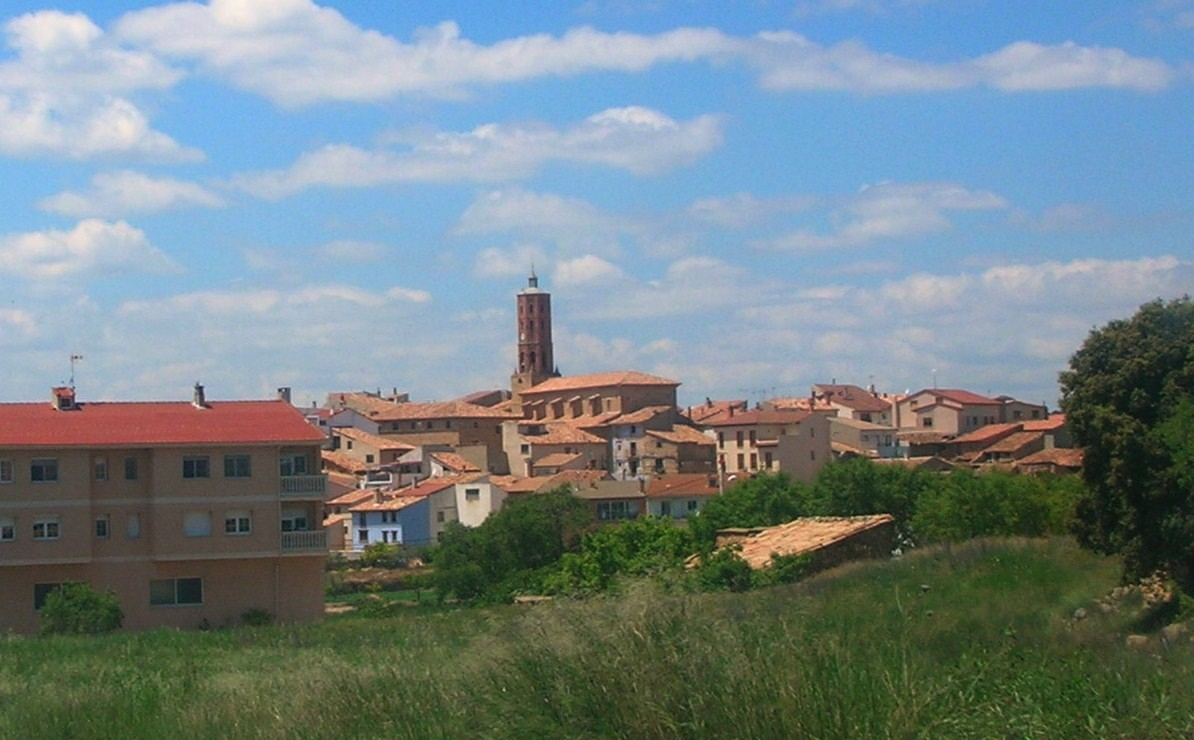
La Mata de los Olmos

La Mata de los Olmos is een gemeente in de Spaanse provincie Teruel in de regio Aragón met een oppervlakte van 23,73 km². La Mata de los Olmos telt 263 inwoners (1 januari 2016).